# مارك ريبيليت
مارك ريبيليت (مواليد 15 ديسمبر 1988) هو موسقي ويوتيوبر فرنسي - أمريكي، أشتهر ببثه المباشر على منصات يوتيوب وتويتش.

## روابط خارجية
- مارك ريبيليت على موقع IMDb (الإنجليزية)
- مارك ريبيليت على موقع ميوزك برينز (الإنجليزية)
- مارك ريبيليت على موقع أول ميوزيك (الإنجليزية)
- مارك ريبيليت على موقع ديسكوغز (الإنجليزية)